# 5401 Minamioda
5401 Minamioda este un asteroid din centura principală de asteroizi.

## Descriere
5401 Minamioda este un asteroid din centura principală de asteroizi. A fost descoperit pe 6 martie 1989 la Minami-Oda de Toshiro Nomura și Koyo Kawanishi. Asteroidul prezintă o orbită caracterizată de o semiaxă mare de 2,80 ua, o excentricitate de 0,15 și o înclinație de 10,1° în raport cu ecliptica.